# Woreczek zalążkowy

Schematyczne przedstawienie zalążka z woreczkiem zalążkowym wewnątrz. A – okienko zalążka, B – koniec chalazalny, C – komórka jajowa, D – synergidy, E – jądra biegunowe, F – antypody.

Woreczek zalążkowy (łac. sacculus embryonalis, ang. embryo sac) – uproszczony gametofit żeński u roślin nasiennych, powstający w procesie megasporogenezy w obrębie ośrodka (makrosporangium).
Dojrzały woreczek zalążkowy składa się najczęściej z diploidalnej komórki centralnej, aparatu jajowego od strony okienka zalążka (czyli od strony mikropylarnej), tworzonego przez komórkę jajową i dwie synergidy oraz z trzech antypod od strony chalazalnej.
U niektórych gatunków liczba antypod w woreczku zalążkowym może sięgać kilkudziesięciu, w wyniku powtarzających się podziałów komórek.
Woreczek zalążkowy jest tworem homologicznym z makrosporą.